# Руда-Колтівська
Руда-Колтівська — село в Україні, в Золочівському районі Львівської області.
Населення становить 178 осіб. Орган місцевого самоврядування — Золочівська міська рада.

## Пам'ятки
- Липа Богдана Хмельницького — найстаріша липа України[2], віком близько 600 років, Національне дерево України, ботанічна пам'ятка природи місцевого значення[3].

## Відомі уродженці
- Царик Йосиф Володимирович (1946) — академік Лісівничої академії наук України, дійсний член Української екологічної академії, завідувач кафедри зоології Львівського національного університету імені Івана Франка, завідувач відділу популяційної екології Інституту екології Карпат НАН України, доктор біологічних наук, професор.[4]

В школі Руди-Колтівської навчався Ковальчук Михайло Володимирович (1985—2014) — військовик ЗСУ, учасник російсько-української війни 2014—2017 років.